# Ricardo Lopes Pereira
Ricardo Lopes Pereira (Nova Rosalândia, 28 ottobre 1990) è un calciatore brasiliano, attaccante svincolato.

## Caratteristiche tecniche
Soprannominato "Black Panther" per la sua straordinaria velocità. Giocatore molto duttile, veloce, abile palla al piede tanto da essere definito un talento del panorama calcistico asiatico.

## Carriera
Ricardo Lopes Pereira avrebbe iniziato la sua carriera con la squadra regionale di serie inferiore Ituano dove avrebbe fatto il suo debutto l'8 febbraio 2012 in una partita di campionato del Campeonato Paulista contro il Bragantino che si è conclusa con una sconfitta per 4-1. La stagione successiva si unì a un club di lega nazionale a Gurupi, che giocava nel Campeonato Brasileiro Série D prima di avere incantesimi al Globo e al Campeonato Brasileiro Série C club Fortaleza nella stagione 2014. Il suo periodo al Globo e in particolare la sua campagna 2014 con loro dove ha raggiunto un record personale di 23 gol in una stagione attirerebbe gli interessi della squadra di calcio sudcoreana di alto livello Jeju United, a cui si è unito in prestito il 6 gennaio 2015.  Dopo essersi affermato come capocannoniere del Jeju United nella stagione 2015 della K League Classic, i campioni in carica del campionato Jeonbuk Hyundai Motors lo hanno firmato per 1,5 milioni di dollari. Il 15 febbraio 2020, Ricardo Lopes è entrato a far parte della squadra di calcio cinese di alto livello Shanghai Port.

## Palmarès

### Club

#### Competizioni nazionali
- Campionato sudcoreano: 3

Jeonbuk Hyundai: 2017, 2018, 2019

#### Competizioni internazionali
- AFC Champions League: 1

Jeonbuk Hyundai: 2016

### Individuale
- Miglior giocatore d'Asia: 4

2017, 2018, 2020, 2021